# Stéphanie von Luxemburg

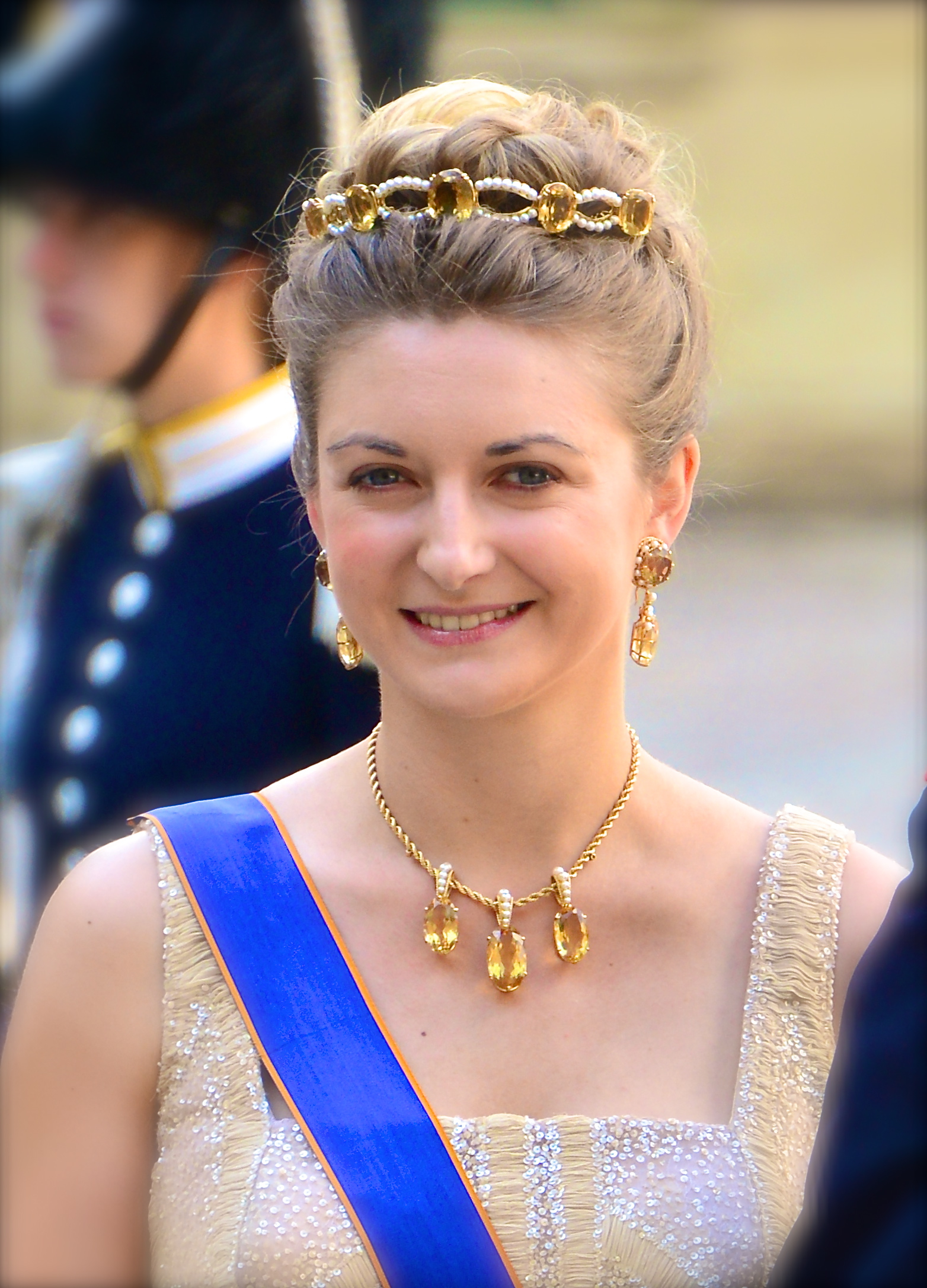
Erbgroßherzogin Stéphanie
von Luxemburg (2013)

Stéphanie von Nassau, Erbgroßherzogin von Luxemburg, Erbprinzessin von Nassau und Prinzessin von Bourbon-Parma (* 18. Februar 1984 als Gräfin Stéphanie Marie Claudine Christine de Lannoy in Ronse in Belgien) ist die Frau des luxemburgischen Erbgroßherzogs Guillaume und damit voraussichtlich die künftige Großherzogin von Luxemburg mit der Anrede Königliche Hoheit.

## Familie
Stéphanie von Luxemburg entstammt dem flämischen Uradelsgeschlecht Lannoy (frz.: Maison de Lannoy), dessen bekanntester Vertreter der Feldherr Charles de Lannoy war. Die Familie entstammt der flämischen Ritterschaft. Sie ist das jüngste von acht Kindern des belgischen Grafen Philippe de Lannoy (1922–2019) und seiner Gemahlin Alix, geborene della Faille de Leverghem (1941–2012). Ihre Großeltern väterlicherseits waren Graf Paul de Lannoy (1898–1980) und Prinzessin Béatrice de Ligne (1898–1982); die Großeltern mütterlicherseits waren Baron Harold della Faille de Leverghem (1908–1994) und Madeleine de Brouchoven de Bergeyck (1912–1996). Sie wuchs auf dem Familiensitz in Anvaing in der belgischen Provinz Hennegau auf.
| Luxemburger Großherzogsfamilie |
| --- |
| |
| SKH Großherzog Henri IKH Großherzogin Maria Teresa - SKH Erbgroßherzog Guillaume IKH Erbgroßherzogin Stéphanie - SKH Prinz Charles - SKH Prinz François - SKH Prinz Félix IKH Prinzessin Claire - IKH Prinzessin Amalia - SKH Prinz Liam - SKH Prinz Balthasar - SKH Prinz Louis - SKH Prinz Gabriel - SKH Prinz Noah - IKH Prinzessin Alexandra - Victoire Bagory - SKH Prinz Sébastien |
| - IKKH Prinzessin Marie-Astrid - SKH Prinz Jean IKH Prinzessin Diane - IKH Prinzessin Margaretha - SKH Prinz Guillaume IKH Prinzessin Sibilla |
| - IKH Prinzessin Joan |

Kurz vor ihrer Hochzeit mit Erbgroßherzog Guillaume erhielt sie vom luxemburgischen Parlament per Eilgesetz die luxemburgische Staatsbürgerschaft, denn eine Eheschließung führt in Luxemburg nicht automatisch zur Erlangung der luxemburgischen Nationalität. Die umstrittene Lex de Lannoy besteht aus einem einzigen Satz: „Die Staatsangehörigkeit wird Gräfin Stéphanie de Lannoy zuerkannt.“ In einem Interview betonte sie, dass sie als zukünftige Großherzogin nicht von der Möglichkeit der doppelten Staatsbürgerschaft Gebrauch macht, die belgische also ablegen wird.
Die Verlobung mit dem Erbgroßherzog Guillaume von Luxemburg wurde am 26. April 2012 in Luxemburg bekanntgegeben, die Feier fand am 27. April 2012 in Schloss Berg statt. Die standesamtliche Trauung fand am 19. Oktober in Luxemburg statt, die kirchliche Hochzeit folgte am 20. Oktober 2012 in der Kathedrale unserer lieben Frau durch Erzbischof Jean-Claude Hollerich.
Im Dezember 2019 wurde bekanntgegeben, dass das Erbgroßherzogspaar sein erstes Kind erwartet. Ihr Sohn Prinz Charles Jean Philippe Joseph Marie Guillaume kam am 10. Mai 2020 zur Welt.
Am 27. März 2023 folgte schließlich das zweite Kind des Erbgroßherzogpaares, Prinz François Henri Luis Marie Guillaume.
Seit Mathilde d’Udekem d’Acoz seit der Thronbesteigung ihres Gatten Königin der Belgier ist, ist Erbgroßherzogin Stéphanie, neben Erbprinzessin Sophie von Liechtenstein, geborene Herzogin in Bayern, eine von nur noch zwei europäischen Thronfolger-Gemahlinnen, die einem Adelshaus entstammen.

Wappen der Grafen Lannoy
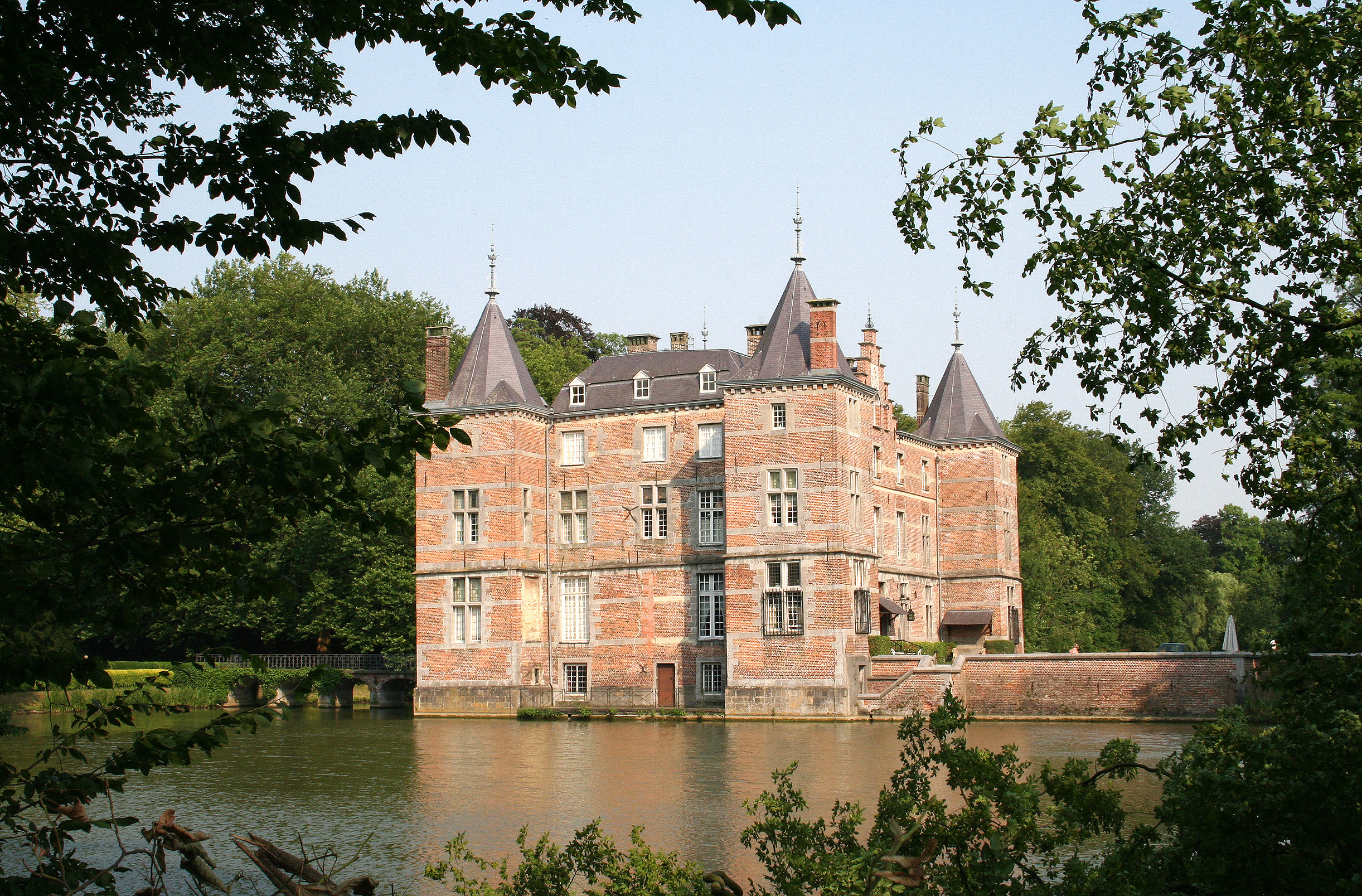
Château d'Anvaing, Familiensitz der Grafen Lannoy
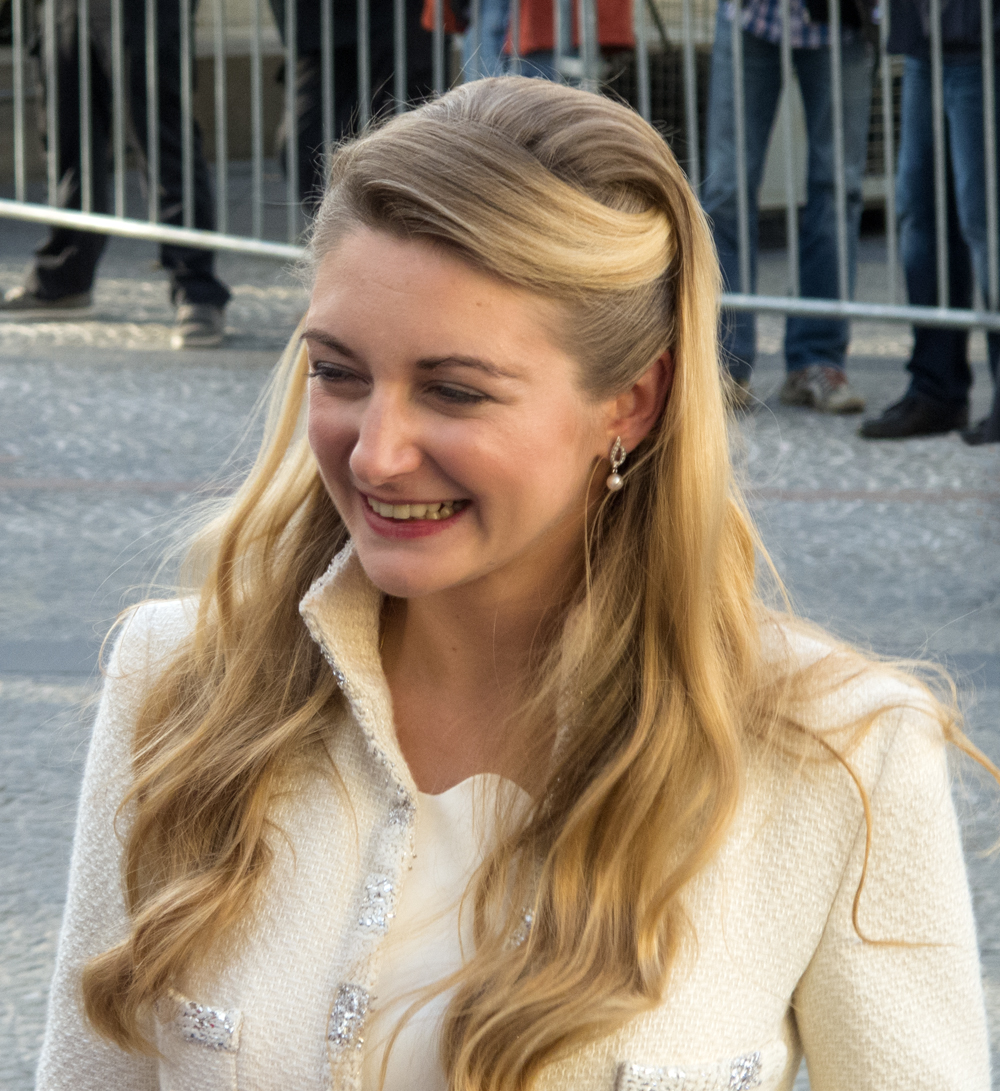
Stéphanie von Luxemburg nach der zivilen Hochzeit
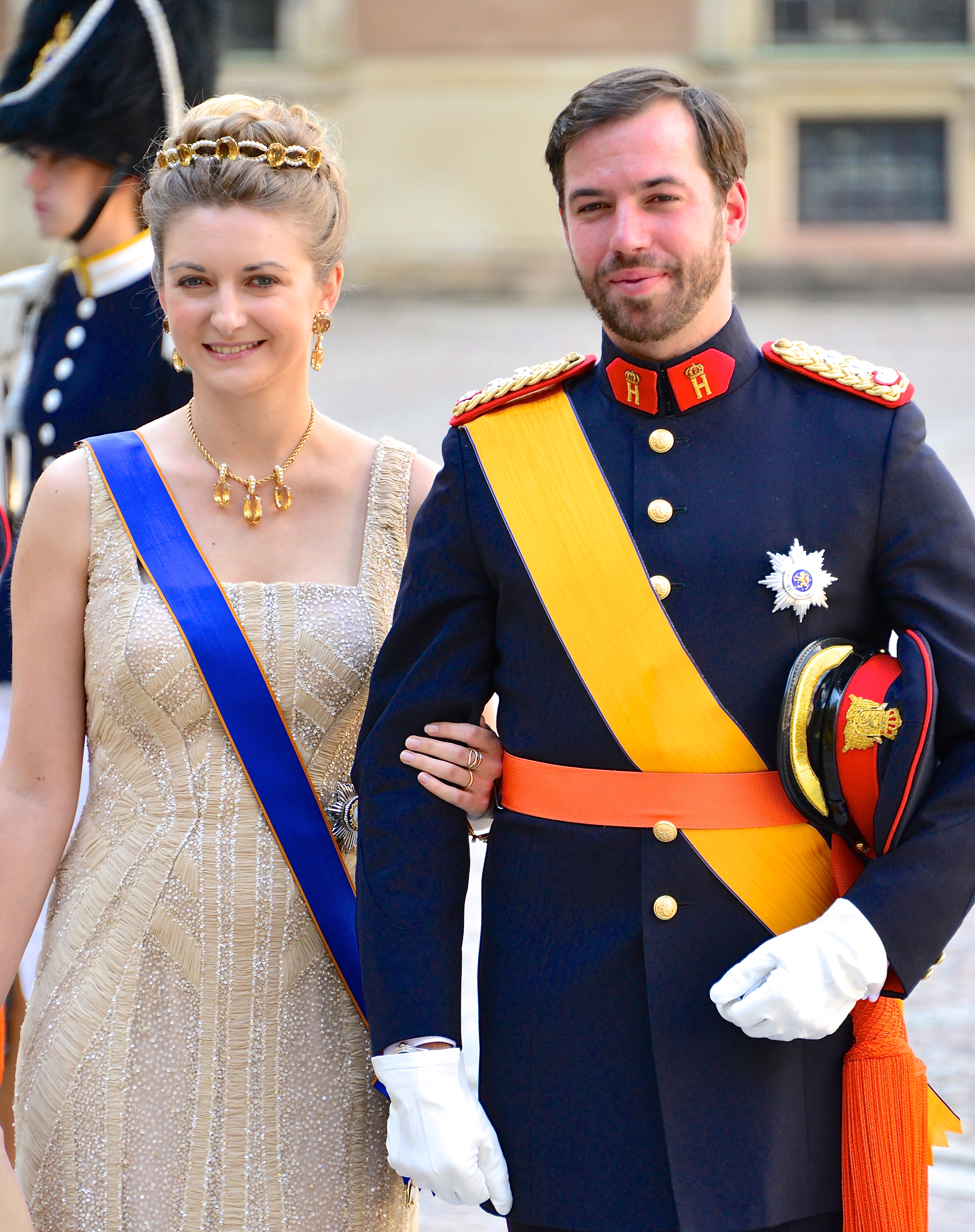
Stéphanie und Guillaume von Luxemburg

## Ausbildung und Beruf
Sie besuchte zunächst die niederländischsprachige Grundschule Sancta Maria in Ronse. Danach machte sie zwei Jahre ihrer Sekundarstudien am Collège Sainte-Odile in Nord-Frankreich, die sie dann im Anschluss in Brüssel am Institut de la Vierge Fidèle vervollständigte und wo sie auch im Jahr 2002 ihr Abschlussdiplom, etwa dem Abitur entsprechend, erhielt.
Mit 18 Jahren verbrachte sie ein Jahr in Moskau, um die russische Sprache und Literatur zu studieren.
Im Anschluss studierte sie Germanistik an der Université catholique de Louvain in Louvain-la-Neuve. Ein Masterstudium der deutschen Philologie an der Freien Universität Berlin schloss sie mit einer Abschlussarbeit über den Einfluss der deutschen Romantik auf die russische Romantik ab.
Sie verlängerte ihren Aufenthalt in Berlin durch ein Praktikum bei der Agence Wallonne à l'Exportation an der belgischen Botschaft. Nachdem sie aus Deutschland nach Belgien zurückgekehrt war, arbeitete sie für eine Investmentgesellschaft.
Außer ihrer Muttersprache, dem Französischen, sowie dem Niederländischen spricht sie fließend Deutsch, Englisch und Russisch. Zusätzlich lernte sie Luxemburgisch.